# Občanské právo
Občanské právo hmotné, popřípadě zkráceně jen občanské právo (jehož součástí však není občanské právo procesní), je patrně nejrozsáhlejší právní odvětví českého právního řádu. Původně se rozsah tohoto pojmu v podstatě kryl se soukromým právem, postupně se však z něho začaly některé oblasti vydělovat jako samostatná právní odvětví. V České republice je zpravidla považováno za samostatné právní odvětví například obchodní právo nebo pracovní právo, v minulosti bylo za relativně samostatné právní odvětví označováno také družstevní právo.
Občanské právo hmotné upravuje zejména:
- základní otázky soukromého práva
- rodinné právo
- věcná práva
- dědické právo
- závazkové právo
- duševní vlastnictví

Základním pramenem občanského práva hmotného je občanský zákoník. Věda, která se věnuje občanskému právu, se někdy nazývá civilistika, a právník, který se tomuto právu věnuje, civilista.

## Hlavní zásady občanského práva
Základní zásady soukromého, resp. občanského práva definuje český občanský zákoník ve svém § 3 takto:
- každý má právo na ochranu svého života a zdraví, svobody, cti, důstojnosti a soukromí
- rodina, rodičovství a manželství požívají zvláštní zákonné ochrany
- nikdo nesmí pro nedostatek věku, rozumu nebo pro závislost svého postavení utrpět nedůvodnou újmu; nikdo však také nesmí bezdůvodně těžit z vlastní neschopnosti k újmě druhých
- daný slib zavazuje a smlouvy mají být splněny (pacta sunt servanda)
- vlastnické právo je chráněno zákonem a jen zákon může stanovit, jak vlastnické právo vzniká a zaniká
- nikomu nelze odepřít, co mu po právu náleží

## Historie české právní úpravy
Prvním občanských zákoníkem na českém území byl obecný zákoník občanský (ABGB) z roku 1811, který v českých zemích platil až do 31. prosince 1950, kdy ho nahradil tzv. střední občanský zákoník (č. 141/1950 Sb.) s působností již i pro Slovensko. Po provedené rekodifikaci v první polovině šedesátých let byl vydán nový občanský zákoník v roce 1964 (č. 40/1964 Sb.), který platil až do 31. prosince 2013. Od 1. ledna 2014 je účinný současný občanský zákoník (č. 89/2012 Sb.).